# Koen De Ruyck
Koen De Ruyck (woonachtig te Gent) is een Vlaamse acteur en regisseur.
Zijn bekendste rol is die van Joe in Slisse & Cesar (1996-1999), een tv-reeks op VTM. Hij speelde een van de hoofdrollen en heeft gedurende heel de serie meegespeeld. Joe is de man van Tinneke, een gierige, jaloerse en gulzige bangerik.
Koen De Ruyck is ook een regisseur en aangesloten bij het OPENDOEK - Amateurtheater Vlaanderen.